# Lego Chess
Lego Chess — стратегічна відеогра, заснована на конструкторі LEGO та грі в шахи. Розробкою займалась студія Krisalis Software, а виданням підрозділ The Lego Group, компанія Lego Media. Була випущена 11 листопада 1998 році на Microsoft Windows.

## Ігровий процес
Правила гри можуть бути змінені для задоволення багатьох популярних варіацій, хоча найпоширенішими є правила за замовчуванням. Після натискання на шахову фігуру покаже доступні клітини для пересування. Якщо фігура суперника захоплена, відтворюється коротке відео, де демонструється спійманий персонаж, причому кожен хід має свій власний відеоролик. Ці ролики рідко пов'язані з шахами, тому що пішаки, тури, коні, слони, королі та королеви можуть ловити інших пішаків, турів, коней, слонів, королів та королев. Загалом гра містить 60 відеороликів.

### Сюжетний режим
У сюжетному режимі гравець може обрати одну тематику на вибір серед вестерну (кавалерія проти індіанців) та піратів (імперська варта проти піратів). Після цього вибору розпочинається турнір з шахів у три матчі гри зі штучним інтелектом. У першій грі ШІ має 25% складності, у другій ШІ має 50%, а в третій заключній — 75%. Перед кожним матчем демонструється відеоролик, у кінці якого гравцеві дається завдання. У темі вестерну — шериф намагається захопити трьох бандитів-розбійників, а в піратській темі солдат намагається захистити скарб від піратів. Після того, як кожен матч закінчується є ще один ролик, в якому головні герої виконують або не виконають завдання, залежно від результату матчу (використовуючи той же приклад, або шериф ловить бандита, по одному за кожний виграшний хід, або всі врятуються). Після завершення сюжетної лінії гравця нагороджують друкованим сертифікатом.

### Навчальний режим
Навчальний режим вчить грати в шахи, від базових рухів для різних ситуацій до передових ігрових прийомів. Гравця навчає так званий Шаховий король, мініфігурка Lego-короля (озвучений Томом Кларком Гіллом), який нібито командує армією білих фігур. Шаховий король трохи модернізує пояснення правил. Наприклад, особливість лицарів перестрибувати інші фігури пояснюється тим, що вони їздять на велосипедах BMX. Шаховий король з посохом на своєму троні був доступний як набір LEGO, упакований разом з деякими копіями відеогри (артикул 2586).

### Режим двобою
У цьому режимі гравець може вибрати складність гри, коли грає проти штучного інтелекту. Тут також можна вибрати режим мультиплеєру. Крім того, гравець може спостерігати, як комп'ютер грає проти самого себе. Тут доступний і третя традиційна тематика шахів (хоча фігури все ще побудовані з деталей LEGO), також всі три теми можна змішати (до прикладу, пірати, які грають проти індіанців). Однак анімації ходів вимикаються під час гри зі змішаними тематиками. Гравці також можуть вилучати або додавати фрагменти з ігрового процесу до або під час гри.

## Сприйняття
Lego Chess отримала сприятливі відгуки від відеоігрових критиків. Описуючи задоволення від творчого використання LEGO, він був названий «веселим та розважальним способом гри в шахи». Критикам сподобалось різноманіття кат-сцени, хоча дехто заявив, що деякі ролики були «моторошними» через звуки племінних барабанів на фоні.